# Oeclidius fraternus
Oeclidius fraternus är en insektsart som beskrevs av Van Duzee 1923. Oeclidius fraternus ingår i släktet Oeclidius och familjen Kinnaridae. Inga underarter finns listade i Catalogue of Life.